# コルダ県
コルダ県（コルダけん、Département de Kolda）は、セネガル共和国コルダ州にある県。コルダ市とダボ郡、ジュラコロン郡、メディナ・ヨロ・フラー郡からなる。